# عبد الرحمن بطاوي
عبد الرحمن محمد بطاوي، لاعب كرة قدم قطري. 

## مسيرة اللاعب
لعب في النادي الأهلي , نادي معيذر.